# Colaton Raleigh
Colaton Raleigh – wieś w południowo-zachodniej Anglii, w hrabstwie Devon, w dystrykcie East Devon. Leży na zachodnim brzegu rzeki Otter, 18 km na wschód od miasta Exeter i 241 km na południowy zachód od Londynu.